# Simone Kaho
Simone Kaho (1978) es una poeta neozelandesa de ascendencia tongana. 

## Biografía
Nació en Auckland y obtuvo una maestría en escritura creativa del Instituto Internacional de Letras Modernas de la Universidad Victoria de Wellington. 
Su poesía ha aparecido en varias revistas, incluidas JAAM (Just Another Art Movement), Turbine y The Dominion Post. Es una poeta de performance que ha aparecido en espectáculos como The Kerouac Effect y Poetry Live.  En 2016 publicó un poemario titulado Lucky Punch.  El Consejo del Libro de Nueva Zelanda incluyó a Lucky Punch en su lista de "21 nuevos libros neozelandeses que estamos ansiosos por leer".  Su segunda colección, Heal!, explora el trastorno de estrés postraumático que desarrolló después de una agresión y se publicó en 2022. 
Kaho fue incluida en la Colección 20/20 publicada por el New Zealand Book Awards Trust, y su obra fue seleccionada por la poeta Paula Green.  En 2022, Creative New Zealand la eligió como escritora residente emergente de Pasifika en la Universidad Victoria de Wellington, donde escribió textos de no ficción sobre la identidad, la colonización de Nueva Zelanda y la diáspora del Pacífico. 